# Mr. Probz
Dennis Princewell Stehr (Duitsland, 15 mei 1984), beter bekend als Mr. Probz, is een Nederlandse producer, rapper en singer-songwriter.
Hij werd bekend door de nummers Drivin’, Sukkel voor de liefde, Nothing Really Matters en zijn samenwerkingen met veel hiphopartiesten uit de Verenigde Staten. In 2013 brak Mr. Probz door bij het grote publiek met de gitaarballad Waves. In 2014 bracht Mr. Probz ook de Waves remix van de Duitse DJ Robin Schulz uit. Met beide versies bereikte Mr. Probz de nummer 1 positie in de hitlijsten in 51 landen. De single werd genomineerd voor een Grammy. Mr. Probz behaalde als eerste Nederlandse artiest één miljard streams op Spotify.
Als oprichter van muzieklabel Left Lane Recordings houdt Mr. Probz zich bezig met het schrijven, produceren en uitbrengen van muziek. In het verleden heeft de zanger zowel meegewerkt aan Nederlandstalig als Engelstalige muziek. Hij werkte samen met onder andere Chris Brown, 50 Cent, Anderson Paak, Afrojack, Armin van Buuren, Hardwell, Galantis en Dolly Parton. Daarnaast is Mr. Probz actief als ondernemer in onder andere vastgoed.

## Carrière

### 2006-2013
Mr. Probz groeide op in Zoetermeer. Zijn moeder is van Deense afkomst en zijn vader kwam uit Ghana. Mr. Probz begon zich creatief te uiten als graffitikunstenaar en verwerkte later zijn dagelijkse bezigheden in teksten. In de Nederlandse hiphopmusicalfilm Bolletjes Blues (2006) speelde hij de rol van straatcrimineel Jimmy. In 2010 werd Mr. Probz genomineerd voor een BNN/State Award in de categorie 'Beste Artiest’. Op 7 augustus 2010 werden Mr. Probz en een andere rapper neergeschoten in Amsterdam. Dit incident kreeg veel media-aandacht.

### 2013 tot heden
Eind 2013 brak er een grote brand uit in de studio en het huis van Mr. Probz waarbij hij al zijn bezittingen verloor, behalve een doos belangrijke documenten en een laptop met een aantal eigen composities erop. Kort na de brand behaalde hij succes met zijn eerste eigen officiële single Waves.
Op 16 september 2013 bracht Mr. Probz zijn hiphopsoloalbum uit, getiteld The Treatment. Hij besloot zijn album gratis toegankelijk te maken uit dank voor alle steun die hij van zijn fans ontving na de brand.
Met Waves won Mr. Probz verschillende prijzen, waaronder een Edison, nationale en internationale Buma Awards, ‘Beste Vocal’ en ‘Beste single’ bij de FunX Music Awards en ‘Beste Single’ bij de 3FM Awards. Waves, dat meervoudig platina werd, staat nog altijd op nummer 1 in de top 1000 singles van de Nederlandse hitlijsten sinds 1956. In april 2014 bracht Mr. Probz een remix van Waves door de Duitse DJ Robin Schulz uit. De single leverde in 2015 een Grammy-nominatie op in de categorie ‘Best Remixed Recording’.
In september 2014 bracht Mr. Probz de single Nothing Really Matters uit. In oktober steeg de single naar de eerste plaats op hitlijsten in verschillende Europese landen. In de Nederlandse Single Top 100 stond het nummer 6 weken op de eerste plaats. In 2015 behaalde de single van Mr. Probz en DJ Armin van Buuren Another You de top van de Billboard Dance Chart.
Na dit succes werd in 2016 bekendgemaakt dat Mr. Probz deelnam aan de wereldtournee van Armin van Buuren. In 2017 verscheen er een documentaire over het leven van Mr. Probz. Deze documentaire, getiteld Against the Stream, kwam uit via Red Bull TV en RTL5.
Mr. Probz behaalde in 2019 een hit met Faith. Dit nummer maakte hij in samenwerking met het Zweedse dj-duo Galantis en Dolly Parton.
In 2020 daagde Mr. Probz en zijn label Left Lane Recordings de platenmaatschappij Sony Music voor de rechter omdat het bedrijf zich niet zou houden aan de licentieovereenkomst en het tijdig betalen van royalty’s. In dit kort geding werden Mr. Probz en zijn label Left Lane Recordings in door de rechter in het gelijk gesteld. Volgens de uitspraak is Sony Music tekort geschoten in zijn contractuele verplichtingen, hierdoor kreeg Mr. Probz de exploitatie van zijn muziek weer in eigen handen. In 2022 startte Mr. Probz opnieuw een rechtszaak tegen Sony Music, waarbij hij de platenmaatschappij beschuldigde van het opzettelijk niet berekenen van zijn inkomenskorting aan de bron en van het achterhouden van boekhoudbestanden die zijn accountants moeten inzien om het geld dat hem verschuldigd is effectief te kunnen controleren.
Mr. Probz behoort tot de meestverdienende Nederlandse artiesten in het buitenland samen met Martin Garrix, Afrojack, DJ Tiësto, Armin van Buuren, Giorgio Tuinfort en André Rieu.

## Prijzen en nominaties
| Jaar | Prijs                    | Categorie                             | Muziek                                  |     |
| ---- | ------------------------ | ------------------------------------- | --------------------------------------- | --- |
| 2008 | State Awards 2008        | Beste Clip                            | Begrijp me niet Verkeerd met Winne      | Win |
| 2010 | State Awards 2010        | Beste Artiest                         |                                         | Nom |
| 2011 | State Awards 2011        | Beste Single                          | Meisje Luister met Kleine Viezerik      | Nom |
| 2011 | State Awards 2011        | Beste Clip                            | Hate You                                | Nom |
| 2014 | MTV Europe Music Awards  | Beste Nederlandse Act                 | Waves                                   | Nom |
| 2014 | FunX Music Awards        | Beste Vocal                           | Waves                                   | Win |
| 2014 | FunX Music Awards        | Beste Single                          | Waves                                   | Win |
| 2014 | Buma Awards              | National                              | Waves                                   | Win |
| 2014 | 3FM Awards               | Schaal van Rigter                     | Waves                                   | Win |
| 2014 | 3FM Awards               | Beste Single                          | Waves                                   | Win |
| 2014 | Grammy Awards            | Best Remixed Recording, Non-Classical | Waves (Robin Schulz Remix)              | Nom |
| 2014 | Edison                   | Nieuwkomer                            |                                         | Nom |
| 2014 | Edison                   | Videoclip                             | Sukkel voor de liefde met The Opposites | Win |
| 2014 | Edison                   | Song                                  | Waves                                   | Win |
| 2015 | ECHO Awards              | Beste Single                          | Waves                                   | Nom |
| 2015 | iHeartRadio Music Awards | Dance song of the Year                | Waves                                   | Nom |
| 2015 | Rembrandt Awards         | Beste film single                     | Nothing Really Matters                  | Win |
| 2016 | iHeartRadio Music Awards | Dance song of the Year                | Waves                                   | Nom |

## Discografie

### Singles
| Artiest                          | Jaar | Nummer                                  |
| -------------------------------- | ---- | --------------------------------------- |
| Mr. Probz                        | 2010 | Drivin                                  |
| Mr. Probz                        | 2011 | Hate You                                |
| Mr. Probz                        | 2013 | I’m Right Here                          |
| Mr. Probz                        | 2013 | Waves                                   |
| Mr. Probz                        | 2014 | Waves (Robin Schulz Radio Edit)         |
| Mr. Probz                        | 2014 | Nothing Really Matters                  |
| Mr. Probz ft. Chris Brown & T.I. | 2014 | Waves (Robin Schulz Remix)              |
| Mr. Probz                        | 2015 | Nothing Really Matters (Afrojack Remix) |
| Mr. Probz                        | 2016 | Fine Ass Mess                           |
| Mr. Probz                        | 2017 | Till You’re Loved                       |
| Mr. Probz ft. Anderson Paak      | 2017 | Gone                                    |
| Mr. Probz                        | 2018 | Space For Two                           |
| Mr. Probz                        | 2018 | Space For Two (R3hab Remix)             |
| Mr. Probz                        | 2018 | Praying To A God                        |
| Mr. Probz                        | 2019 | Praying To A God (Remixes)              |

### Gastoptredens
| Artiest(en)                                    | Jaar | Nummer                                                  | Album                                        |
| ---------------------------------------------- | ---- | ------------------------------------------------------- | -------------------------------------------- |
| Winne ft Mr. Probz                             | 2007 | Begrijp Me Niet Verkeerd                                |                                              |
| Salah Edin ft Mr. Probz                        | 2007 | Oog om oog (geproduceerd door Focus)                    | Salah Edin – Nederlands grootste nachtmerrie |
| U-Niq ft Mr. Probz, Eddy Ra & Winne            | 2007 | Het spel (geproduceerd door Soulsearchin')              |                                              |
| Appa ft Mr. Probz                              | 2007 | Kijk door m'n ogen (geproduceerd door Soulsearchin')    | Appa – Straatfilosoof                        |
| Joe Budden ft Mr. Probz                        | 2008 | Long Way to Go (geproduceerd door Soulsearchin')        | Joe Budden – Mood Muzik 3: The Album         |
| Jiggy Dje ft Mr. Probz                         | 2008 | Oog op het doel (geproduceerd door SirOJ)               | MC – Goal Soundtrack                         |
| Salah Edin ft Mr. Probz, Bishop Lamont & Focus | 2008 | Vrouwtje is een bitch remix (geproduceerd door Focus)   |                                              |
| Promise ft Mr. Probz, Kam Moye & Royce Da 5'9" | 2008 | Change (geproduceerd door DFS)                          | Promise – More Than Music                    |
| Joell Ortiz ft Mr. Probz                       | 2009 | Never Sleep (geproduceerd door Soulsearchin')           |                                              |
| Hood Fella ft Mr. Probz, Freeway & Gage Money  | 2009 | Hide the Stash (geproduceerd door Nottz)                | Hood Fella – Astonishing Depression          |
| Grafh ft Mr. Probz& Raekwon                    | 2009 | Cold Blackhand (geproduceerd door Neenyo)               |                                              |
| Kempi ft Mr. Probz                             | 2009 | Stratiblues (akoestisch)                                |                                              |
| Winne ft Mr. Probz                             | 2009 | Het is niet anders (geproduceerd door Soulsearchin')    | Winne – Haat is de nieuwe liefde             |
| Lil' Eto ft. Mr. Probz & OO Wop                | 2009 | The Blame (geproduceerd door Beatbutcha)                | Lil' Eto – Firearm E                         |
| Lil' Eto ft. Mr. Probz                         | 2009 | The Bad Guy (geproduceerd door Beatbutcha)              | Lil' Eto – Firearm E                         |
| Grafh ft Mr. Probz & Cassidy                   | 2010 | So Easy (geproduceerd door Veterano)                    | Grafh – From the Bottom                      |
| Kleine Viezerik ft Mr. Probz                   | 2010 | Meisje luister (geproduceerd door Sliscobars)           |                                              |
| Sonny Diablo ft Mr. Probz                      | 2010 | Whats Next (geproduceerd door Soulsearchin')            |                                              |
| Ziggi Recado ft Mr. Probz                      | 2011 | Time for Greatness (geproduceerd door Soulsearchin')    | Ziggi Recado – Ziggi Recado                  |
| RB Djan ft Mr. Probz                           | 2011 | Hier ben ik dan (geproduceerd door Soulsearchin')       | RB Djan – De onderbaas                       |
| U-Niq ft Mr. Probz                             | 2011 | Verboden liefde (geproduceerd door Statik Music)        | U-niq – Scheepsrecht                         |
| Thug Lordz (Yukmouth & C-Bo) ft Mr. Probz      | 2012 | Wake Up (geproduceerd door Northern Profit)             | Thug Lordz – Thug Money                      |
| Deen Burbigo ft Mr. Probz                      | 2013 | Arithmétique                                            | Deen Burbigo – Inception                     |
| Lloyd Banks ft Mr. Probz                       | 2013 | No Surrender (geproduceerd door ThaJerm)                | Lloyd Banks – F.N.O. (Failure's No Option)   |
| The Opposites ft Mr. Probz                     | 2013 | Sukkel voor de liefde (geproduceerd door Soulsearchin') | The Opposites – Slapeloze nachten            |
| 50 Cent ft Mr. Probz                           | 2014 | Twisted                                                 | 50 Cent – Animal Ambition                    |
| Professor Green ft Mr. Probz                   | 2014 | Little Secrets                                          | Professor Green – Growing Up in Public       |
| Hardwell ft Mr. Probz                          | 2015 | Birds Fly                                               | Hardwell – United We Are                     |
| Armin van Buuren ft Mr. Probz                  | 2015 | Another You                                             | Armin van Buuren – Embrace                   |
| Sevn Alias ft. Mr. Probz                       | 2018 | Niet Down                                               |                                              |
| Galantis & Dolly Parton ft Mr. Probz           | 2019 | Faith                                                   |                                              |

## Hitlijsten

### Albums
| Album met eventuele hitnotering(en) in de Nederlandse Album Top 100 | Datum van verschijnen | Datum van binnenkomst | Hoogste positie | Aantal weken | Opmerkingen |
| ------------------------------------------------------------------- | --------------------- | --------------------- | --------------- | ------------ | ----------- |
| The Treatment                                                       | 2013                  | 28-09-2013            | 12              | 8*           |             |

| Album met hitnotering(en) in de Vlaamse Ultratop 200 albums | Datum van verschijnen | Datum van binnenkomst | Hoogste positie | Aantal weken | Opmerkingen |
| ----------------------------------------------------------- | --------------------- | --------------------- | --------------- | ------------ | ----------- |
| The Treatment                                               | 2014                  | 31-05-2014            | 179             | 1            |             |

### Singles
| Single met eventuele hitnotering(en) in de Nederlandse Top 40 | Datum van verschijnen | Datum van binnenkomst | Hoogste positie | Aantal weken | Opmerkingen                                                                               |
| ------------------------------------------------------------- | --------------------- | --------------------- | --------------- | ------------ | ----------------------------------------------------------------------------------------- |
| Welkom in ons leven                                           | 2006                  | 18-02-2006            | tip6            | -            | met Bolletjes Blues Cast, Negativ, Raymzter, Derenzo & Kimo / Nr. 46 in de Single Top 100 |
| Meisje luister                                                | 2010                  | -                     |                 |              | met Kleine Viezerik / Nr. 93 in de Single Top 100                                         |
| Sukkel voor de liefde                                         | 2013                  | 13-04-2013            | 11              | 10           | met The Opposites / Nr. 10 in de Single Top 100                                           |
| Waves                                                         | 2013                  | 25-05-2013            | 6               | 28           | Nr. 5 in de Single Top 100 / 5x platina                                                   |
| Waves (Robin Schulz Remix)                                    | 2014                  | 15-03-2014            | tip1            | -            |                                                                                           |
| Nothing Really Matters                                        | 2014                  | 11-10-2014            | 1(7wk)          | 26           | Soundtrack Gooische Vrouwen 2 / Nr. 1 in de Single Top 100 / Alarmschijf                  |
| Another You                                                   | 21-04-2015            | 09-05-2015            | 8               | 18           | met Armin van Buuren / Nr. 7 in de Single Top 100 / Alarmschijf                           |
| Birds Fly                                                     | 2015                  | 12-09-2015            | tip22           | -            | met Hardwell                                                                              |
| Fine Ass Mess                                                 | 13-05-2016            | 04-06-2016            | 34              | 3            | Nr. 54 in de Single Top 100                                                               |
| Till You're Loved                                             | 17-02-2017            | 25-02-2017            | tip1            | -            | Nr. 88 in de Single Top 100                                                               |
| Gone                                                          | 2017                  | 09-09-2017            | tip19           | -            | met Anderson Paak                                                                         |
| Space for Two                                                 | 2018                  | 12-05-2018            | 22              | 9            | Nr. 43 in de Single Top 100                                                               |

| Single met hitnotering(en) in de Vlaamse Ultratop 50 | Datum van verschijnen | Datum van binnenkomst | Hoogste positie | Aantal weken | Opmerkingen                |
| ---------------------------------------------------- | --------------------- | --------------------- | --------------- | ------------ | -------------------------- |
| Sukkel voor de liefde                                | 29-03-2013            | 18-05-2013            | 43              | 3            | met The Opposites          |
| Waves                                                | 25-11-2013            | 08-03-2014            | 1(5wk)          | 27           | Nr. 1 in de Radio 2 Top 30 |
| Twisted                                              | 19-05-2014            | 14-06-2014            | tip30           | -            | met 50 Cent                |
| Nothing Really Matters                               | 29-09-2014            | 25-10-2014            | 3               | 19           |                            |
| Another You                                          | 08-05-2015            | 16-05-2015            | 10              | 11           | met Armin van Buuren       |
| Do It All Again                                      | 2013                  | 03-10-2015            | tip84           | -            |                            |
| Fine Ass Mess                                        | 13-05-2016            | 28-05-2016            | tip             | -            |                            |
| Till You're Loved                                    | 17-02-2017            | 04-03-2017            | tip             | -            |                            |
| Space for Two                                        | 2018                  |                       |                 |              |                            |

### NPO Radio 2 Top 2000
| Nummers met noteringen in de NPO Radio 2 Top 2000 | '13  | '14 | '15 | '16  | '17  | '18  | '19  | '20  | '21  | '22  | '23  |
| ------------------------------------------------- | ---- | --- | --- | ---- | ---- | ---- | ---- | ---- | ---- | ---- | ---- |
| Nothing really matters                            | ×    | 246 | 565 | 1248 | 1783 | 1699 | 1853 | -    | -    | -    | -    |
| Waves                                             | 1245 | 63  | 293 | 644  | 778  | 953  | 791  | 1112 | 1290 | 1578 | 1942 |

1. ↑  Een '-' betekent dat het nummer niet was genoteerd, een '×' betekent dat het nummer nog niet was uitgebracht en een vetgedrukt getal geeft de hoogste notering van een nummer aan.
2. ↑  2013 was het eerste jaar met een notering voor Mr. Probz.
3. ↑  Deze tabel is bijgewerkt tot en met de laatste editie (2024).